# 神田村 (三重県)
神田村（かんだむら）は三重県員弁郡にあった村。現在の東員町の北東部、員弁川の左岸にあたる。

## 地理
- 河川：員弁川、弁天川、藤川、田古田川、砂谷川

## 歴史
- 1889年（明治22年）4月1日 - 町村制の施行により、鳥取村・六把野新田・山田村・瀬古泉村・穴太村・筑紫村の区域をもって発足。
- 1954年（昭和29年）11月3日 - 大長村・稲部村と合併して東員村が発足。同日神田村廃止。

## 交通
- 三重交通
  - 北勢線（現・三岐鉄道北勢線）
    - 穴太駅 - 六把野駅（2005年廃止）

現在は旧村域に東員駅が所在するが、当時は未開業。